# Naturschutzgebiet Feldhauser Mühlenbach
Koordinaten: 51° 36′ 9″ N, 6° 58′ 16″ O

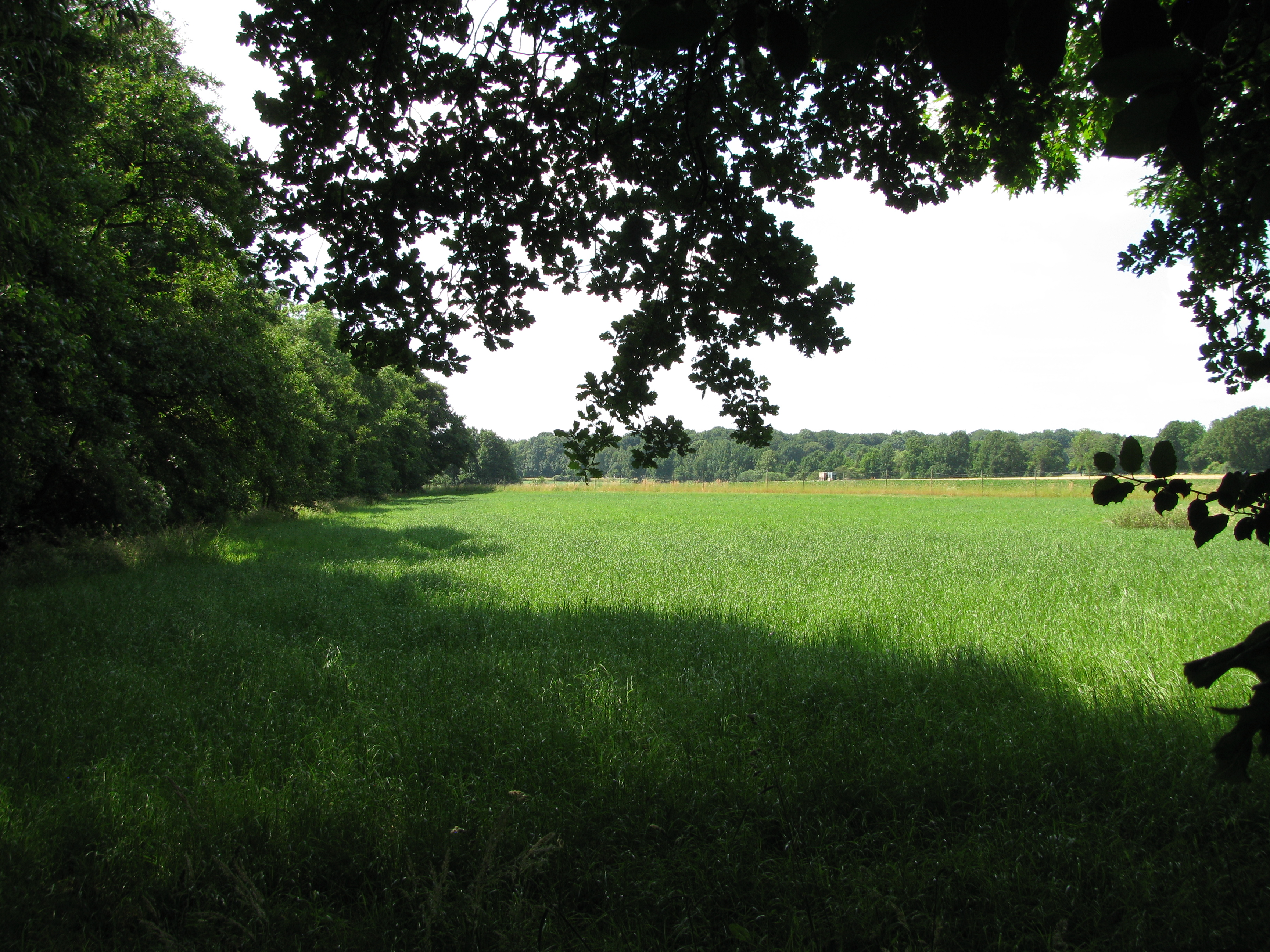

Das Naturschutzgebiet Feldhauser Mühlenbach liegt auf dem Gebiet der kreisfreien Stadt Bottrop in Nordrhein-Westfalen.
Das aus zwei Teilflächen bestehende Gebiet erstreckt sich nordöstlich der Kernstadt von Bottrop, nördlich der Kernstadt von Gladbeck und südlich des Bottroper Stadtteils Feldhausen im Stadtbezirk Kirchhellen. Es liegt zu beiden Seiten der Kreisstraße K 33. Westlich des Gebietes verläuft die Landesstraße L 618 und südlich die K 3. Südlich direkt anschließend – im Kreis Recklinghausen – erstreckt sich das etwa 19,8 ha große Naturschutzgebiet Zweckeler Wald (RE-039).

## Bedeutung
Das etwa 15,3 ha große Gebiet wurde im Jahr 2015 unter der Schlüsselnummer BOT-011 unter Naturschutz gestellt. Schutzziele sind der Erhalt und die Entwicklung bodenständiger Waldgesellschaften auf wechselfeuchten, quelligen und temporär überfluteten Standorten.